# Bandiera di Hong Kong
La bandiera della regione amministrativa a statuto speciale di Hong Kong rappresenta una Bahuinia blakeana stilizzata di colore bianco a cinque petali, su campo rosso. All'interno di ciascun petalo è presente una piccola stella a cinque punte di colore rosso. Il rosso del drappo presenta la stessa tonalità della bandiera cinese, così come le cinque stelle riprendono le stelle presenti sulla bandiera nazionale.
La bandiera fu adottata il 16 febbraio 1990 ma ricevette l'approvazione formale soltanto il 10 agosto 1996 da un comitato preposto, per essere quindi issata per la prima volta ufficialmente il 1º luglio 1997, durante una cerimonia storica che celebrava il trasferimento della sovranità di Hong Kong dal Regno Unito alla Cina. L'uso della bandiera regionale è regolato dalle leggi approvate dalla 58ª riunione esecutiva del Consiglio di Stato celebrata a Pechino.
Precedentemente era utilizzata la bandiera coloniale dal 27 luglio 1959 al 30 giugno 1997, quando Hong Kong era sotto il dominio britannico.

## Significato

Simbolo del Consiglio Urbano (1965-1999).

Il disegno della bandiera ha diversi significati, culturali, politici e regionali. Partendo dal colore, il rosso è un colore festivo per i cinesi, mentre è utile ricordare che l'Esercito di Liberazione del Popolo (l'esercito cinese) era nominato precedentemente Esercito Rosso di Cina. Pertanto il rosso presenta un doppio significato celebrativo e festivo ma anche nazionalistico. Oltre a questo, il colore rosso è identico a quello della bandiera cinese, a sottolineare il legame ristabilito tra Hong Kong e la madrepatria, nel periodo post-coloniale.
La scelta della bahuinia blakeana come simbolo è motivata dal fatto che tale pianta era anteriormente utilizzata come simbolo dall'ormai estinto Consiglio Urbano fin dal 1965, seppur con un disegno ancor più stilizzato.
Tuttavia esiste un’altra bandiera, attualmente legata ai movimenti indipendentisti-democratici del 2019. Simbolicamente rappresenta il rigetto delle influenze cinesi nel paese che ne vorrebbero limitare le libertà civili, è stata quindi creata una versione della bandiera attuale ma su sfondo nero e senza le stelle sui petali; proprio in segno di rottura con la Cina continentale.

## Costruzione
Il governo di Hong Kong ha specificato le dimensioni e i colori per la costruzione della bandiera. Lo schema posto qui sotto ne illustra i parametri. Viene altresì specificato che la corda utilizzata per issare il vessillo deve essere di colore bianco.

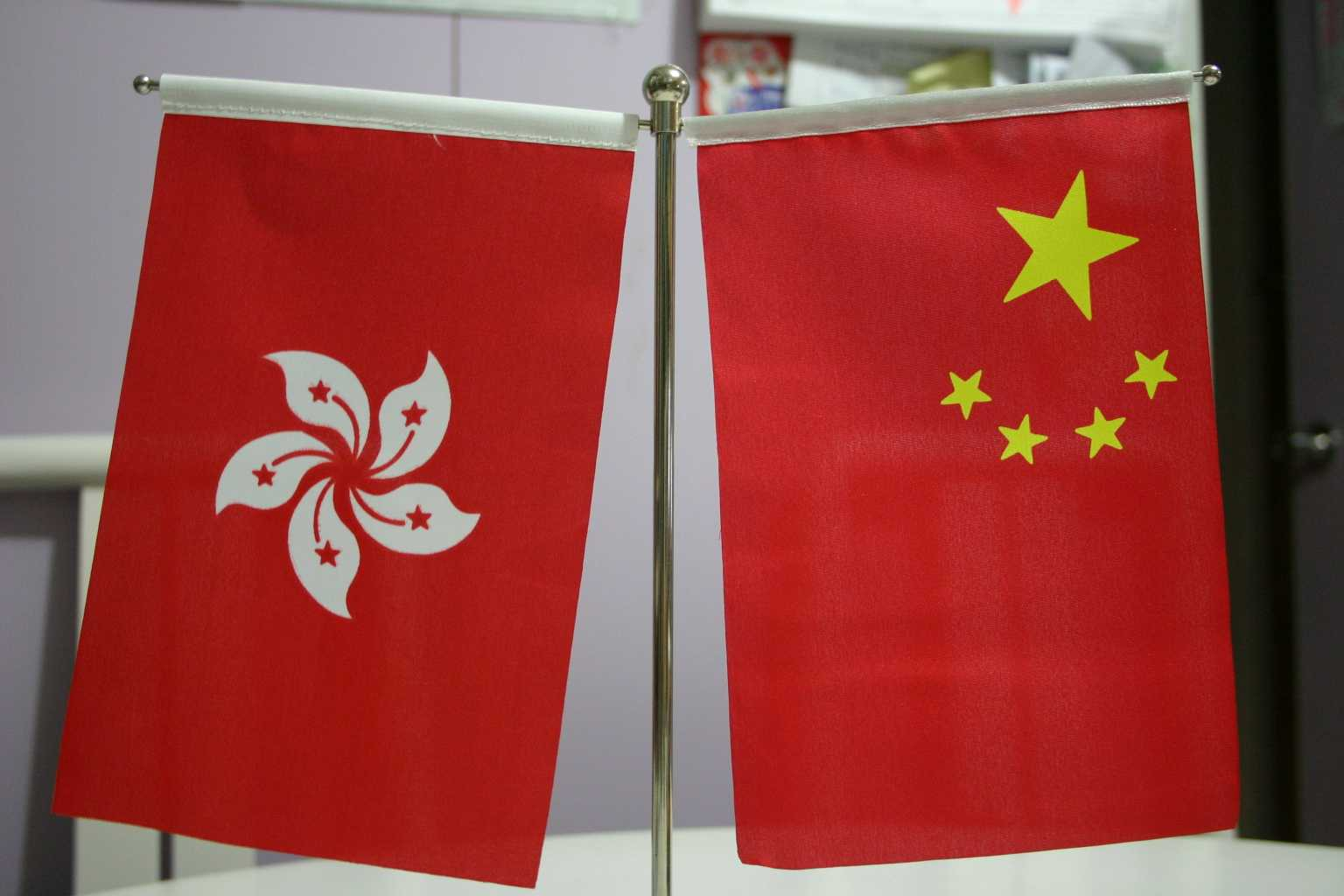
Bandiere da scrivania di Hong Kong e Cina
Piano di costruzione per la bandiera regionale. Un prerequisito per la manifattura di drappi al di fuori delle dimensioni standard stabilisce che le proporzioni devono comunque essere mantenute.

## Bandiere storiche

Bandiera di Hong Kong (1871–1876)
Bandiera di Hong Kong (1876–1955)
Bandiera di Hong Kong (1955–1959)
Bandiera di Hong Kong (1959–1997)
Bandiera di Hong Kong (1959–1997) red ensign non autorizzata
Bandiera del governatore di Hong Kong (1959–1997)